# Grabownica (województwo świętokrzyskie)
Grabownica – wieś w Polsce, położona w województwie świętokrzyskim, w powiecie kieleckim, w gminie Łopuszno.
| SIMC    | Nazwa   | Rodzaj    |
| ------- | ------- | --------- |
| 0248533 | Rosochy | część wsi |

W latach 1975–1998 miejscowość administracyjnie należała do województwa kieleckiego.